# جروم کرن

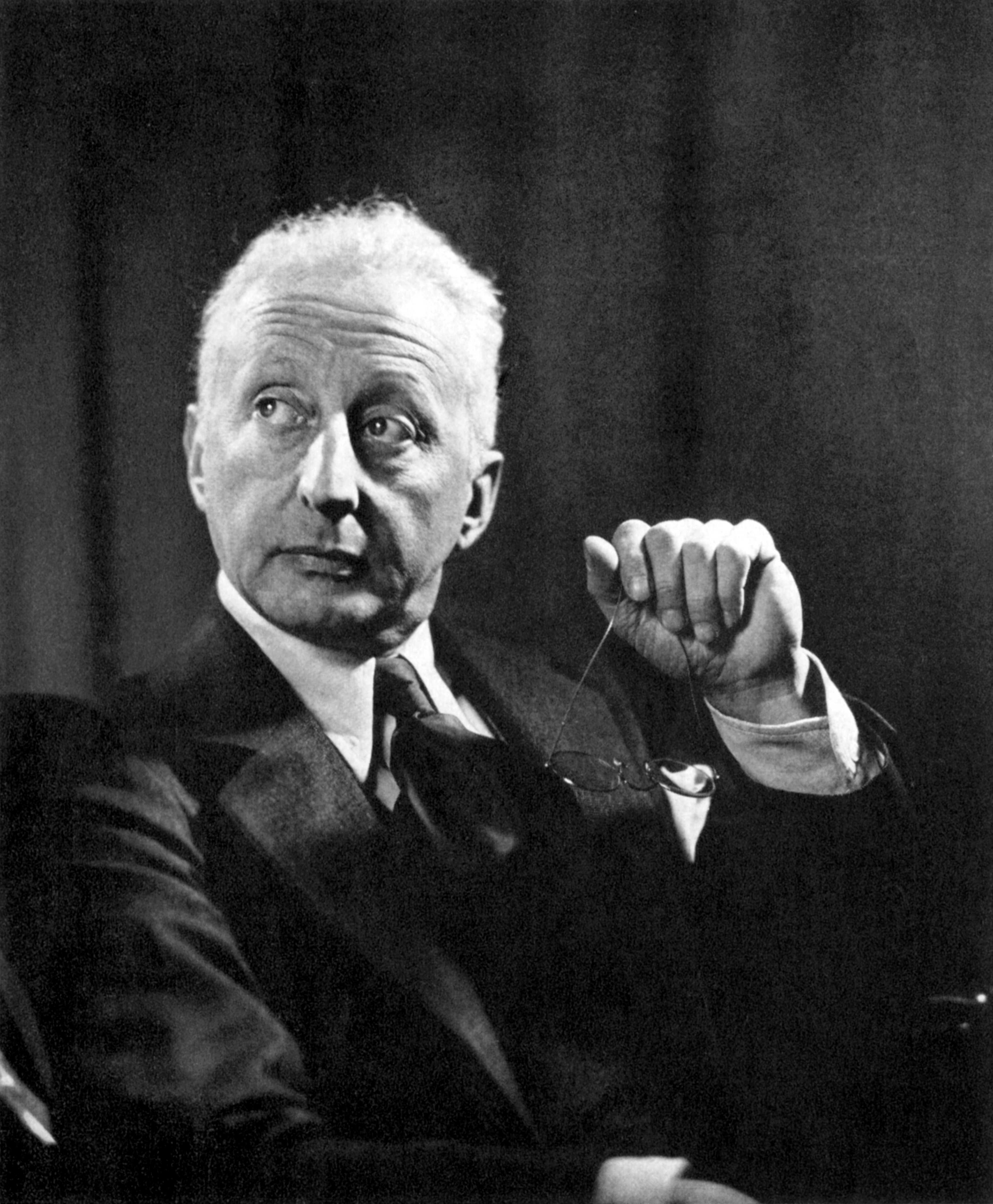
جروم کرن

جروم کرن ‎(به انگلیسی: Jerome Kern)‏ (۱۸۸۵–۱۹۴۵) ترانه‌ساز آمریکایی بود. آهنگ‌ها و ترانه‌های او که بیشتر برای نمایش‌های موزیکال برادوی و فیلم‌های موزیکال دهه ۱۹۳۰ و ۱۹۴۰ آمریکایی ساخته شده‌اند به ترانه‌های ماندگار موسیقی آمریکا در سده بیستم تبدیل شده‌اند. خوانندگان و نوازندگان بسیاری آهنگ‌های او را به‌ویژه در سبک جاز اجرا کرده‌اند. به او «پدر تئاتر موزیکال مدرن آمریکا» لقب داده‌اند.

## آثار
- قایق نمایشی
- سرخوشان زیگفلد
- آنگونه که امشب می‌نمایی
- عشق دلپذیر
- نمی‌رقصم
- رودخانه پیرمرد
- دود به چشمت می‌رود